# Neményi Mária (szociológus)
Neményi Mária (Budapest, 1946. június 4. –) magyar szociológus, az ELTE Bölcsészettudományi Karon végzett pszichológia és magyar szakon. Az Akadémia Szociológia Intézetébe kerülve családszociológiai kutatásokba kapcsolódott be, kandidátusi értekezését már szociológiából szerezte. Kutatóként a szociológiai tudományok doktora lett. Professor Emerita (MTA Társadalomtudományi Kutatóközpont Szociológiai Intézet). Kutatási területe elsősorban a magyarországi kisebbségek, főként a cigányság és a nők helyzete.
Herskó János Szevasz, Vera! című filmjének címszerepében az ország kedvence lett, és nemzetközi ismertségre tett szert. Kisebb szerepeket játszott Simó Sándor 1969-es Szemüvegesek és Jancsó Miklós 1971-ben bemutatott Égi bárány című filmjében.
Az adatbázisok (pl. IMDb) keverik Neményi Mária rajzfilm operatőrrel.

## Életpályája
1964-ben érettségizett a budapesti Szilágyi Erzsébet Gimnáziumban, majd 1965-től az ELTE Bölcsészettudományi Karán magyar nyelv és pszichológia szakra járt, és ott is végzett 1970-ben.
1969 novemberétől 1970 februárjáig ösztöndíjjal a párizsi École des hautes études en sciences sociales hallgatója volt. 1971-től 75-ig a Magyar Televízió Közművelődési Főszerkesztőségénél szerkesztő. Ezt követően pszichológusként dolgozott az Egészségügyi Gyermekotthonok Országos Módszertani Intézetében 1975 és 1981 között. Közben 1978-ban bölcsészdoktori diplomát szerzett pszichológiából. Majd 1981-től az MTA Szociológiai Kutatóintézet kutatója.
1991-ben szerezte meg a kandidátusi fokozatot szociológiából. 2002-ben lett az MTA doktora.
2020-ban Eötvös József-koszorú kitüntetésben részesült.

## Családja
Első házasságból két gyermeke született (Ágnes, 1971 és Anna, 1973). 1982-ben házasodtak össze György Péter egyetemi tanárral (ELTE Média és Kommunikáció tanszék). Lányuk György Eszter (1982).

## Könyvei
- Egy határszerep anatómiája. Budapest: Új Mandátum. 2001.  ISBN 963-9336-24-6
- Csoportkép nőkkel. Budapest: Új Mandátum. 1999.  ISBN 963-9158-31-3
- Cigány anyák az egészségügyben. Budapest: Nemzeti és Etnikai Kisebbségi Hivatal. 1998.  ISBN 963-8443-19-7

## Szerkesztésében megjelent könyvek
- Kisebbségek kisebbsége. A magyarországi cigányok emberi és polgári jogai. Szerk. Neményi Mária–Szalai Júlia. Budapest: Új Mandátum. 2005.  ISBN 963-9494-86-0
- A család. Szerk. Neményi Mária. Budapest: Gondolat. 1988.  ISBN 963-2820-00-2 Pro és kontra

## Színész
- Szevasz, Vera! (1967) ... Mérő Vera
- Szemüvegesek (1969) ... Vera
- Égi bárány (1970) ... Indulót éneklő lány

## Dokumentumfilm
- Szevasz Vera Filmszemle 1967